# Чёрный дождь (фильм, США)
«Чёрный дождь» (англ. Black Rain) — американский боевик 1989 года в стиле неонуар, шестой полнометражный фильм режиссёра Ридли Скотта с Майклом Дугласом, Энди Гарсией, Кэном Такакурой, Кейт Кэпшоу, Юсаку Мацудой и Томисабуро Вакаямой в главных ролях. Фильм рассказывает о двух детективах полиции Нью-Йорка, которые арестовывают члена якудзы и должны сопроводить его обратно в Японию. Оказавшись там, он сбегает, а два офицера оказываются втянутыми все глубже и глубже в японский преступный мир.
Фильм был выпущен компанией Paramount Pictures 22 сентября 1989 года. Он получил широкую огласку заранее, поскольку это был первый фильм Дугласа после его оскароносной роли в «Уолл-стрит», которая длилась почти два года. После выхода фильм получил в целом смешанные с положительными отзывы критиков, которые высоко оценили постановку, музыкальное сопровождение Ханса Циммера, режиссуру и монтаж, но раскритиковали сценарий, шаблонный сюжет и недостаточную проработку персонажей.
С тех пор фильм стал культовым и получил широкую известность. Фильм также стал огромным кассовым хитом, собрав более 134 миллионов долларов по всему миру при производственном бюджете в 30 миллионов долларов, и был номинирован на 62-ю премию «Оскар» за лучший звук и лучший монтаж звука.
Фильм «Чёрный дождь» стал последней ролью в кино для актёра Юсаку Мацуды перед его смертью в ноябре 1989 года. Фильм посвящён его памяти.

## Сюжет
В Нью-Йорке полицейский Ник Конклин арестовывает за убийство, совершённое у него на глазах в ресторане, некоего молодого японского гангстера Коги Сато. Сато депортируют на родину в Осаку, а сопровождение поручают самому Нику, а также его другу — молодому полицейскому Чарли Винсенту. Но по прибытии, в аэропорту, сообщники обманом уводят Сато, и Ника с Чарли задерживают местные власти. После разбирательства Ник и Чарли остаются в Японии как наблюдатели, в сопровождении японского коллеги Масахиро Мацумото. Видя бессилие японцев в поисках Сато, Ник сам начинает незаконное расследование.

## В ролях
| Актёр        | Роль                   |
| ------------ | ---------------------- |
| Майкл Дуглас | Ник Конклин            |
| Энди Гарсиа  | детектив Чарли Винсент |
| Кэн Такакура | Мацумото Масахиро      |
| Кейт Кэпшоу  | Джойс                  |
| Юсаку Мацуда | Сато Кодзи             |
| Сигэру Кояма | Охаси                  |

## Факты
- Майкл Дуглас предложил главную отрицательную роль Джеки Чану, который на тот момент ещё не был особо известен в Америке. Чан отказался от предложения, так как не хотел предстать в роли злодея.
- Иероглиф, появляющийся в конце фильма, читается как «Кан», что в переводе означает «Конец».
- Изначально поставить фильм должен был Пол Верховен.
- Последняя роль Юсаку Мацуды, который умер спустя 7 недель после американской премьеры фильма.
- Оператор Ховард Этертон снял большую часть фильма, однако покинул проект незадолго до окончания съёмок. Заканчивал съёмки Ян Де Бонт.